# Calamity Jane
Calamity Jane, egentligen Martha Jane Cannary och på svenska även kallad Olycksfågeln Jane, född 1 maj 1852 i Princeton, Missouri, död 1 augusti 1903 i Terry nära Deadwood, South Dakota, var en amerikansk äventyrare, prickskytt och sjuksköterska verksam i Vilda Västern. Hon är även känd för att ha turnerat med Buffalo Bills kringresande cirkus. Calamity Jane är en av få kvinnliga västernprofiler. Ordet calamity betyder ungefär "katastrof".

## Biografi

### Tidigt liv
Calamity föddes 1852 som Martha Jane Cannary i Princeton i staten Missouri. Hennes föräldrar var Robert och Charlotte Cannary. Martha Jane var äldst i en syskonskara på sex barn. Hon gick i skolan upp till tredje klass och kunde därför läsa, något som var mycket ovanligt bland flickor av hennes samhällsklass vid denna tid. Vid moderns död 1866 tog fadern med sig sina sex barn och flyttade till Salt Lake City, Utah där han försörjde sig som bonde. Inom kort dog även fadern varpå den då blott 15-åriga Martha Jane fick ta på sig rollen som familjens överhuvud och försörjare. Familjen flyttade till Piedmont i Wyoming och Martha Jane försörjde sedan sina syskon genom olika tillfälliga arbeten, bland annat som diskare, kock, servitris och sjuksköterska.

### Calamity Jane och Wild Bill Hickok
1870, mitt under guldrushen till Black Hills (1866-1880) flyttade Martha Jane liksom många andra till den mytomspunna guldgrävarstaden Deadwood i nuvarande South Dakota. Det var under den här tiden som hon först lärde känna Wild Bill Hickok, som blev hennes livs stora kärlek och även den person som enligt Calamity själv gav henne smeknamnet Calamity. I sin biografi beskriver hon åren med Hickok som de lyckligaste i sitt liv. Calamity skrev i ett brev till sin dotter att hon någon gång under 1870 befann sig i Abilene i Kansas då hon fick höra några laglösa män smida planer på att döda Hickok. Jane, som vid den tiden endast kände Hickok ryktesvägen, valde att krypa på alla fyra i en och en halv kilometer för att kunna varna honom utan att bli upptäckt. Efter att ha räddat hans liv menade Calamity Jane själv att Hickok gav henne smeknamnet Calamity varpå han friade och de genast blev vigda. Något vigselbevis har dock aldrig återfunnits och det finns de som menar att Calamitys kärlek aldrig ens besvarades.
Det var tillsammans med Hickok som hon först började klä sig i manskläder, detta för att kunna utge sig för att vara hans partner, Ruter Knekt. Tillsammans vann de skyttetävlingar, körde diligens och jagade indianer.
Den 27 september 1873 födde Calamity Jane en dotter, även hon fick namnet Jane. Dottern adopterades bort omgående. Orsaken är inte helt klar men enligt Calamity själv berodde det på Bill Hickoks affärer med andra kvinnor. Bland annat fanns en kvinna vid namn Mamie Werly som Calamity kallade för Bill Hickoks ovigda hustru. Det har diskuterats huruvida Jane var Hickoks dotter överhuvudtaget.
1876 gifte sig Bill Hickok med en annan kvinna, Agnes Lake. Trots det hävdade Calamity att han inte hade slutat älska henne. "En man kan älska två kvinnor samtidigt" skrev Calamity till sin dotter och menade att Agnes kärlek, till skillnad från hennes egen, inte var äkta. Samtida innevånare i Deadwood har beskrivit hur Calamity följde Bill som en liten hund och att Wild Bill endast använde henne som ett substitut när inga andra kvinnor fanns att tillgå.
Den 2 augusti 1876 fick Calamity Jane ett chockbesked. Wild Bill Hickok hade blivit skjuten bakifrån under ett pokerparti. Kulan gick rakt in genom skallbenet och Bill avled genast. Mördaren Jack McCall flydde och enligt Calamity Jane var det hon som hann ifatt honom och arresterade honom beväpnad med en köttyxa, då hon i chocken och förvirringen över sin älskades död hade glömt revolvrarna hemma. Även denna uppgift har blivit ifrågasatt då den endast har beskrivits av henne själv.

### Breven till dottern
Den 25 september 1877, på dotterns 4-årsdag, skrev Calamity sitt första brev till dottern Jane. Breven fortsatte Calamity att skriva sporadiskt ända fram till 1902, då hon nästan var blind. Dottern fick inte breven förrän efter sin moders död. Genom dessa brev kan vi dock möta kvinnan bakom legenden. Calamitys brev finns bevarade och har utgivits ett flertal gånger på många språk. Breven speglar Calamitys kärlek och sorg över Bill Hickok, men också oron för, och saknaden efter, den dotter hon aldrig fick lära känna.

### Buffalo Bills kringresande cirkus
År 1893 fick Calamity Jane besked om att Buffalo Bill Cody ville ha med henne i sin Wild West Show. Calamity tackade genast ja till erbjudandet. Där visade hon bland annat upp sina rid- och skjutkunskaper. Först uppträdde hon för fulla hus, men folk tappade snart intresset och när Calamitys alkoholproblem blev mer och mer tydliga köpte Buffalo Bill en hembiljett till henne med motiveringen att hon inte tilläts delta i uppvisningen längre. Calamity återvände så småningom till Deadwood.

### Clinton Burke
År 1895 slog sig Calamity Jane till ro i Deadwood efter många års rastlöst leverne. Hon skall här ha levt ihop med en kusk vid namn Clinton Burke, som hon gift sig med 1891 efter att ha levt ihop under sju års tid. Calamity valde att börja använda hans efternamn vid sidan om sitt eget, det står även inristat på Calamitys gravsten. Hon nämnde i ett brev till sin dotter 1891 att hon hade gift sig igen, men hon tillägger att hon inte har gjort det av kärlek. Återigen började Calamity nu arbeta som sjuksköterska.
Calamity Jane besökte Bill Hickoks grav bara några dagar före sin egen död. Hennes sista önskan; att bli begravd bredvid honom, gick i uppfyllelse.

### Calamity Janes död och begravning
Calamity Jane levde sina sista år i fattigdom och sitt sista levnadsår var hon dessutom helt blind. När Calamity Jane avled den 1 augusti 1903, 51 år gammal, blev hon bland annat ihågkommen och prisad som en ängel i Deadwood för att ha vårdat många sjuka under en smittkoppsepidemi. Trots detta skrev hon i sitt sista brev till dottern att hon under sitt liv inte uträttat något av nytta.
Calamity Jane är begravd i Mount Moriah Cemetery, Deadwood, bredvid Wild Bill Hickok. Hennes sista önskan löd: "Bury me beside Wild Bill" (begrav mig bredvid Wild Bill). Prästen som förrättade begravningen var själv en av dem som Calamity hade räddat livet på under smittkoppsepidemin då han bara hade varit en ung pojke.
Begravningen lär ha varit välbesökt och mycket ståtlig. En del hävdar att gästerna var ett par hundra medan andra menar att de var tusentals. En av besökarna skall ha uttryckt att: "Vem kunde ha trott att Calamity Jane var så berömd". Redan efter begravningen kallades hon för en del av westerns mytologi.

## Äkta westernflicka eller en skamlös mytoman

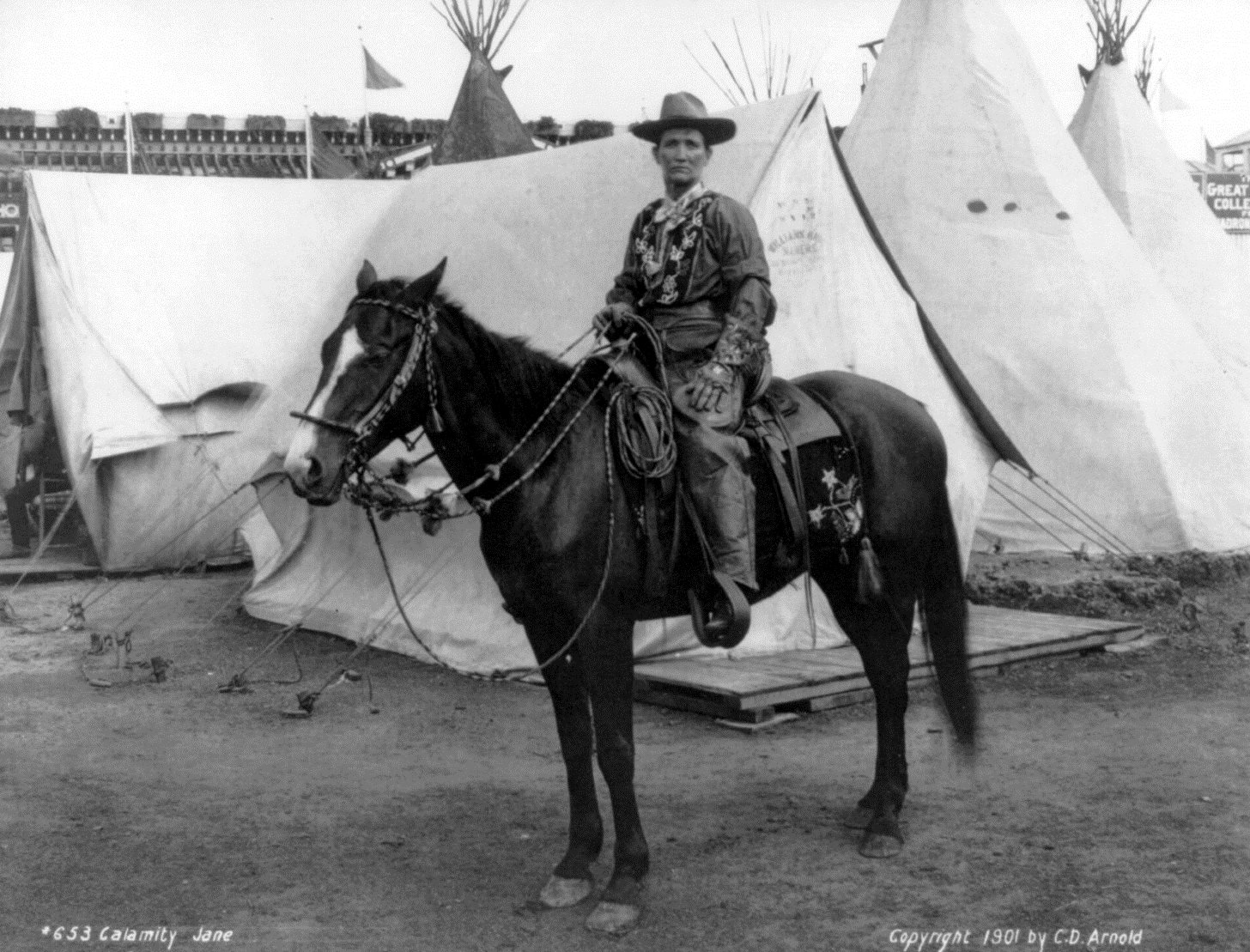
Calamity Jane på sin häst Satan

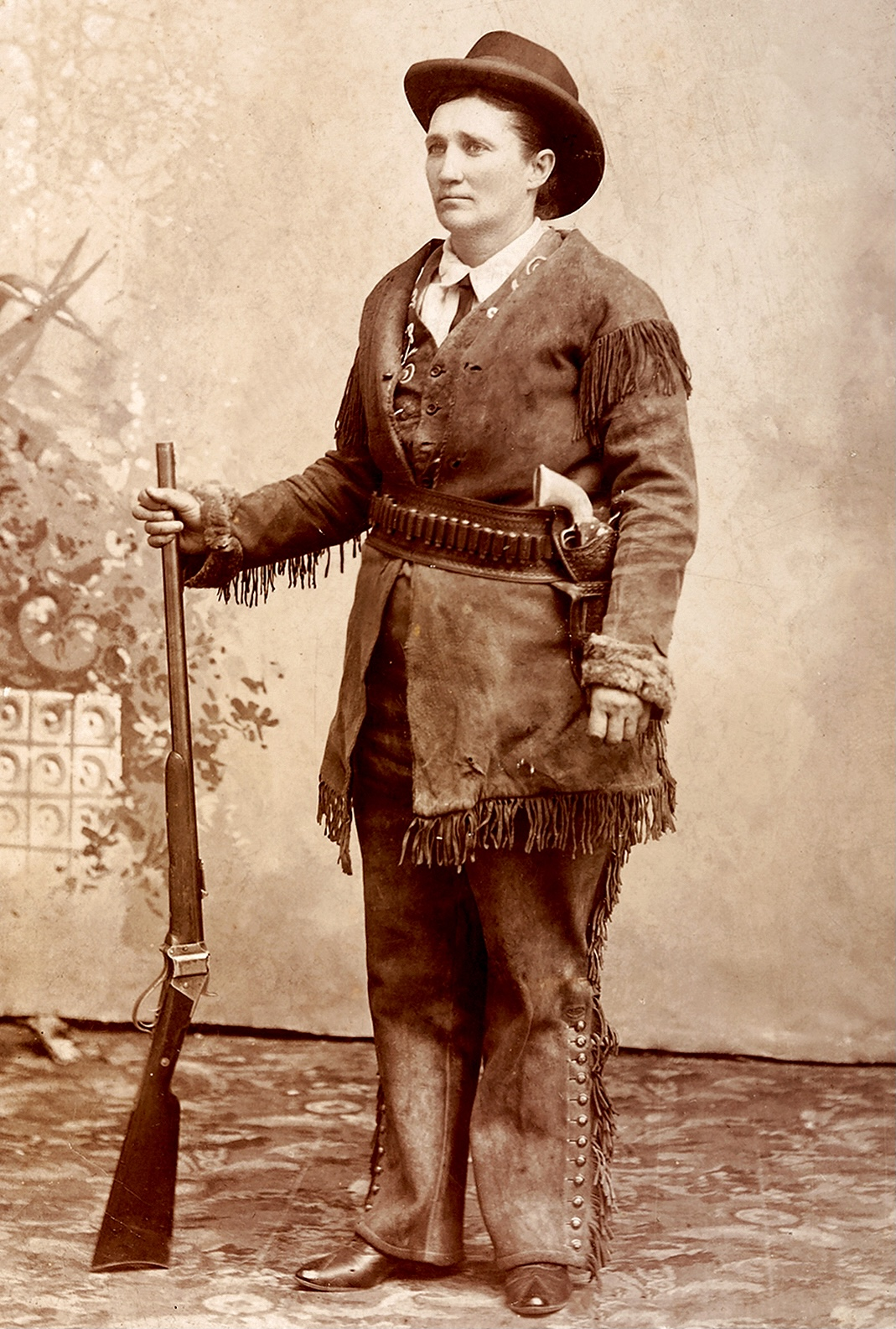
Studiofoto från ca 1880.

Calamity Jane svor, tuggade tobak, drack alkohol och vistades ofta på saloonerna, något som var typiskt för män under den tiden. Iklädd manskläder, arbetade Jane i dåtidens manligaste yrken, hon arbetade till exempel som mulkusk, boskapsdrivare och rallare. Calamitys ständiga följeslagare var den svarta hingsten Satan. Hon var dessutom spanare i 7:e kavalleriet under general Custer i kriget mot indianerna. Att hon avskedades när det upptäcktes att hon var kvinna har verifierats av flera källor.
År 1876 räddade Calamity Jane enligt egen utsago livet på sina sex medpassagerare i den diligens som var på väg från Deadwood till Wild Birch. Diligensen attackerades av indianer och kusken träffades av en pil. Medpassagerarna, samtliga män, var paralyserade av skräck, men Jane kastade sig utan tvekan fram till förarsätet och förde diligensen fram till Wild Birch.
De andra kvinnorna i Deadwood, skall ha sett ner på Calamity Jane. De tyckte att hon uppförde sig opassande och okvinnligt. Vid ett tillfälle ska de ha försökt jaga ut henne ur staden. Beväpnade med ridspön och köksknivar stormade de in på saloonen för att skära av hennes hår liksom man gjorde med prostituerade på den tiden. Enligt Calamity Janes egna anteckningar skall de inte haft en chans mot henne i sina långa krinoliner och underkjolar.
Dessa är bara två av ett otal olika historier som berättades om Calamity Jane. Redan under Calamitys livstid diskuterades historiernas äkthet. Att hon klädde sig som man och tillbringade mycket tid antingen berusad eller i fängelset vet man, man vet även att hon hade andra sidor som sken igenom bland annat när hon arbetade som sjuksköterska. Under smittkoppsepidemin räddade hon livet på många människor.

## Namnet
I breven till dottern uppgav Calamity Jane att det var Wild Bill Hickok som har gett henne smeknamnet Calamity på grund av att hon kom med besked om ett bakhåll. En annan version uppgav hon i sin självbiografi, där menade hon att det var Kapten Egan som gett henne namnet när de båda stred under General Custer. Efter att hon hade räddat hans liv skall han ha sagt: "Jag ska härmed kalla dig Calamity Jane: the Heroine of plains". Andra menar att namnet anspelade på hennes dåliga humör, hon slog helt enkelt sönder så mycket när hon var arg att de gav henne namnet.

## Calamity Jane i populärkulturen
Det finns flera filmer som är inspirerade av Calamity Janes liv, bland annat musikalfilmen Västerns vilda dotter från 1953. I rollerna finns bland annat Doris Day som Calamity Jane och Howard Keel som Wild Bill Hickok. I filmen Vår ungdoms hjältar från 1936 spelas hon av Jean Arthur. En något sexigare gestaltning gjordes av Jane Russell i komedifilmen Blekansiktet från 1948. En film som bygger mer på Calamitys brev till dottern är Buffalo Girls från 1995, där Anjelica Huston gestaltar Calamity och Sam Elliott Bill Hickok. I filmen Wild Bill från samma år spelas hon av Ellen Barkin. Calamity medverkar även i två av seriealbumen om Lucky Luke, varav ett där hon har huvudrollen: "Banditernas drottning Calamity Jane". Vidare är hon även med i filmen Lucky Luke från 2009 baserad på albumserien, där hon spelas av Sylvie Testud. Hon har även en framträdande roll i HBO:s tv-serie Deadwood från 2004, där hon gestaltas av Robin Weigert.